# Gelves
Gelves é um município da Espanha, na província de Sevilha, comunidade autónoma da Andaluzia. Tem 8,18 km² de área e em 2021 tinha 10 295 habitantes (densidade: 1 258,6 hab./km²). Pertence à Comarca Metropolitana de Sevilha, e limita com os municípios de Sevilha, San Juan de Aznalfarache, Mairena del Aljarafe e Palomares del Río.